# Agustín Moreno
Agustín Moreno (Guadalajara, 31 marzo 1967) è un allenatore di tennis ed ex tennista messicano.

## Carriera
Nei tornei del Grande Slam ha ottenuto il suo miglior risultato raggiungendo le semifinali di doppio all'Open di Francia nel 1988, in coppia con il connazionale Leonardo Lavalle.
In Coppa Davis ha disputato un totale di 5 partite, ottenendo 2 vittorie e 3 sconfitte.